# Elisabeth Palm
Ruth Elisabeth Palm, ogift Lundquist, född 27 juli 1936 i Helsingborg, är en svensk jurist. Hon har varit kammarrättspresident i Kammarrätten i Göteborg (fram till 1998) och domare i Europadomstolen (1988–2003).

## Biografi
Palm är dotter till överläkare Ring Lundquist och fil dr Eva Rodhe Lundquist och dotterdotter till Edvard Magnus Rodhe. Elisabeth Palm blev jur kand i Uppsala 1959 och var amanuens vid Uppsala universitet 1959–1960. Hon tjänstgjorde vid länsstyrelsen i Karlstad 1960–1961 och gjorde tingstjänstgöring 1962–1964. Hon blev fiskal vid hovrätten för Västra Sverige 1965, assessor 1971, kammarrättsråd i Göteborg 1972, sakkunnig kommundepartementet 1976, expeditionschef där 1978, kammarrättslagman 1979, statssekreterare i kommundepartementet 1979–1982. Hon blev regeringsråd 1983. Hon promoverades 2014 till juris hedersdoktor vid Uppsala universitet.
Elisabeth Palm var sakkunnig i länsdemokratikommittén 1976–1978 och länsdomstolskommittén 1977–1980. Hon var ledamot i byråkratiutredningen 1977–1979, sakkunnig expert i förvaltningsrättsutredningen 1978–1983 och i samhällsguideskommittén 1978–1983. Hon var särskild utredare i kvinnoprästutredningen 1979–1981, vice ordförande i Sipu 1979–1982 och styrelseledamot statens arbetsgivarverk samma period. Från 1985 var hon vice ordförande i psykiatriska nämnden, hon var också ordförande i närradionämnden från 1986. Ytterligare en ordförandepost innehade hon i kommunalansvarsutredningen 1986–1989. Hon var ersättare i Appeals Board OECD från 1987 och ledamot i Europadomstolen 1988–2003.
Palm är sedan 1959 gift med bankdirektör Göran Palm (född 1933).